# Rage Against the Machine (álbum)
Rage Against the Machine é o álbum de estreia da banda de rap metal norte-americana Rage Against the Machine, lançado a 3 de Novembro de 1992.
Por ter sido uma das primeiras longas-metragens a fundirem géneros tão díspares como o rap e o metal, Rage Against the Machine é um álbum marcante, abrindo caminho para boom de bandas que surgiram em meados da década de 1990. Além disso, o disco também destaca-se por dar uma forte ênfase aos comentários políticos. As músicas de Rage Against the Machine juntam os temas políticos com vozes similares ao estilo hip hop.
A capa representa Thích Quảng Đức, um monge budista do Vietname, que se imolou até à morte em Saigon em 1963. Thích protestava contra a opressão que os Budistas sofriam por parte da administração do então primeiro ministro Ngo Dinh Diem. A fotografia original, de Malcolm Browne, ganhou o Prêmio Pulitzer de Fotografia e o World Press Photo de 1962.
O álbum chegou ao primeiro lugar no top Heatseekers da Billboard, e ao 45º posto do Top 200.
A música "Wake Up" é incluída nos créditos do filme The Matrix e a "Killing In The Name" aparece nos jogos eletrónicos Grand Theft Auto: San Andreas, Guitar Hero II e Guitar Hero Smash Hits.
Em 2001, a revista Q considerou Rage Against the Machine como um dos 50 Álbuns Mais Pesados de Sempre.
O álbum também é conhecido pelos seus altos valores de produção. Vários websites de audiófilos e revistas usam mesmo o disco para testar amplificadores e colunas, particularmente com a faixa "Take The Power Back".
Os solos do guitarrista Tom Morello neste álbum são, na generalidade, tradicionais no género, sendo influenciado especialmente pelo heavy metal, ao contrário dos álbuns seguintes, que são mais experimentais, usando efeitos de DJs e de hip-hop.
Em 2003, o álbum ficou colocado em 368º na Lista dos 500 melhores álbuns de sempre da revista Rolling Stone e em 24º na lista dos melhores álbuns de metal de todos os tempos da mesma publicação.
| Críticas profissionais                                                      | Críticas profissionais |
| Avaliações da crítica                                                       | Avaliações da crítica  |
| Fonte                                                                       | Avaliação              |
| --------------------------------------------------------------------------- | ---------------------- |
| allmusic                                                                    | [ 4 ]                  |
| Esta tabela precisa de ser acompanhada por texto em prosa. Consulte o guia. |                        |

## Faixas
| N.º            | Título                | Duração |  |
| 1.             | "Bombtrack"           | 4:05    |  |
| 2.             | "Killing in the Name" | 5:14    |  |
| 3.             | "Take the Power Back" | 5:37    |  |
| 4.             | "Settle for Nothing"  | 4:48    |  |
| 5.             | "Bullet in the Head"  | 5:10    |  |
| 6.             | "Know Your Enemy"     | 4:56    |  |
| 7.             | "Wake Up"             | 6:04    |  |
| 8.             | "Fistful of Steel"    | 5:31    |  |
| 9.             | "Township Rebellion"  | 5:24    |  |
| 10.            | "Freedom"             | 6:07    |  |
| Duração total: | Duração total:        | 52:56   |  |

## Singles
- "Killing in the Name" - 1993
- "Know Your Enemy" - 1993
- "Freedom" - 1994
- "Bombtrack" - 1994
- "Bullet in the Head" - 1994

## Integrantes ("Guilty Parties")

### A banda
- Zack de la Rocha – vocal
- Tom Morello – guitarra
- Tim Commerford – baixo
- Brad Wilk – bateria

### Músicos adicionais
- Maynard James Keenan – vocal em "Know Your Enemy"
- Stephen Perkins – percussão

### Equipe técnica
- Garth Richardson – produção e engenharia de som
- Stan Katayama – engenharia de som
- Craig Doubet – assistência de engenharia
- Jeff Sheehan – assistência de engenharia
- Bob Ludwig – masterização
- Andy Wallace – mixagem
- Steve Sisco – assistência de mixagem
- Nicky Lindeman – direção de arte